# پاکدشت
پاکدشت یا مامازند مرکز شهرستان پاکدشت در جنوب شرق استان تهران است. این شهر تعداد زیادی از اقوام ایرانی را در خود جای داده است. هوای پاکدشت معتدل و نیمه مرطوب است دمای این شهر از ۳۷ درجه در تابستان تا منفی ۱۳ درجه سانتیگراد در زمستان در نوسان است، این شهر زمستان‌های سرد و برفی دارد.
جاجرود، مهم‌ترین رود این شهرستان به‌شمار می‌رود. جاده تهران-مشهد یا جاده امام رضا از جاده‌های مهم و پرتردد در ایران و بخشی از بزرگراه ۱ آسیا است که در پاکدشت واقع شده است و تقریباً تمام این جاده به صورت بزرگراه است، این جاده یک شاهراه و یک محور مواصلاتی به سمنان و مشهد می‌باشد.
پاکدشت همچنین به دلیل سطح بالای زیر کشت سبزیجات و گل و گیاهان زینتی به پایتخت گل و گیاه کشور نیز معروف شده است. همچنین مناطق نظامی پارچین در این شهرستان واقع شده است.
این شهر دارای شهرک صنعتی بزرگی به نام شهرک صنعتی عباس‌آباد می‌باشد که دارای وسعتی بیش از هزار هکتار می‌باشد. در این شهرک صنعتی بالغ بر ۲۰۰۰ کارخانه و کارگاه‌های معروف از جمله: هیمالیا، شیرآلات راسان، امرسان، اخوان، شودر، بستنی شاد، مواد غذایی ستاک، مهیا پروتئین، دمنده و پولاد پیچ کار و صنایع ریخته‌گری فراذوب می‌باشد.
دانشگاه آزاد واحد تهران شرق و دانشگاه پردیس ابوریحانِ دانشگاه تهران و دانشگاه پیام نور در این شهر قرار دارد که دانشگاه پیام نور پاکدشت بزرگ‌ترین دانشگاه دولتی کشور در مقطع کارشناسی ارشد می‌باشد که علاوه بر پذیرش از طریق کنکور سراسری به شیوه فراگیر نیز اقدام به جذب دانشجو می‌کند.
بزرگ‌ترین نیروگاه برق ایران معروف به نیروگاه شهدای پاکدشت نیز در پاکدشت می‌باشد. این نیروگاه که برق مناطق گسترده‌ای از نقاط مرکزی ایران را پوشش داده، نیروگاه‌های بزرگ ایران از نوع سیکل ترکیبی با ظرفیت تولید ۲۸۶۸ مگاوات نیز می‌باشد.